# Campeonato Mundial de Atletismo Sub-20 de 2016 - 800 m masculino
A prova dos 800 metros rasos masculino do Campeonato Mundial de Atletismo Sub-20 de 2016 ocorreu entre os dias 22 e 24 de julho em Bydgoszcz, na Polônia. 

## Recordes
Antes desta competição, os recordes mundiais e do campeonato nesta prova eram os seguintes:
|     | Nome            | Nacionalidade  | Tempo   | Local     | Data                |
| --- | --------------- | -------------- | ------- | --------- | ------------------- |
| WJR | Nijel Amos      | Botswana       | 1:41.73 | Londres   | 9 de agosto de 2012 |
| CR  | Nijel Amos      | Botswana       | 1:43.79 | Barcelona | 15 de julho de 2012 |
| WJL | Donavan Brazier | Estados Unidos | 1:43.55 | Eugene    | 10 de junho de 2016 |

## Medalhistas
| Ouro                | Prata                      | Bronze               |
| Kipyegon Bett (KEN) | Willy Kiplimo Tarbei (KEN) | Mostafa Smaili (MAR) |

## Cronograma
Todos os horários são locais (UTC+1).
| Data        | Hora  | Evento        |
| ----------- | ----- | ------------- |
| 22 de julho | 10:25 | Eliminatórias |
| 23 de julho | 17:50 | Semifinal     |
| 24 de julho | 17:10 | Final         |

## Resultados

### Eliminatórias
Qualificação: Os 4 primeiros de cada bateria (Q) e os 4 tempos mais rápidos (q). 
| Posição | Bateria | Atleta               | Nacionalidade  | Tempo   | Notas           |
| ------- | ------- | -------------------- | -------------- | ------- | --------------- |
| 1       | 3       | Riadh Chninni        | Tunísia        | 1:48.40 | Q               |
| 2       | 3       | Teddese Lemi         | Etiópia        | 1:48.45 | Q               |
| 3       | 3       | Robert Heppenstall   | Canadá         | 1:48.69 | Q               |
| 4       | 3       | Lachlan Barber       | Austrália      | 1:48.82 | Q               |
| 5       | 2       | Willy Kiplimo Tarbei | Quênia         | 1:48.95 | Q               |
| 6       | 3       | Benediktas Mickus    | Lituânia       | 1:49.05 | q               |
| 7       | 2       | Ayoub Sniba          | Marrocos       | 1:49.20 | Q               |
| 8       | 2       | Gorata Gabankitse    | Botswana       | 1:49.29 | Q               |
| 9       | 3       | Vincent Crisp        | Estados Unidos | 1:49.32 | q               |
| 10      | 5       | James Preston        | Nova Zelândia  | 1:49.69 | Q               |
| 11      | 2       | Ignacio Fontes       | Espanha        | 1:49.69 | Q               |
| 12      | 1       | Mostafa Smaili       | Marrocos       | 1:49.82 | Q               |
| 13      | 5       | Ryan Sánchez         | Porto Rico     | 1:49.97 | Q               |
| 14      | 2       | Pascal Kleyer        | Alemanha       | 1:50.18 | q               |
| 15      | 1       | Andreas Kramer       | Suécia         | 1:50.19 | Q               |
| 16      | 5       | Jesús Tonatiu López  | México         | 1:50.33 | Q               |
| 17      | 1       | George Kusche        | África do Sul  | 1:50.40 | Q               |
| 18      | 5       | Daniel Rowden        | Grã-Bretanha   | 1:50.69 | Q               |
| 19      | 5       | Michael Petersen     | Canadá         | 1:50.77 | q               |
| 19      | 4       | Kipyegon Bett        | Quênia         | 1:50.82 | Q               |
| 20      | 1       | Bacha Morka          | Etiópia        | 1:50.88 | Q               |
| 21      | 2       | Mateusz Borkowski    | Polónia        | 1:50.93 |                 |
| 23      | 4       | Brian Bell           | Estados Unidos | 1:50.97 | Q               |
| 24      | 5       | Andriy Aliksiychuk   | Ucrânia        | 1:51.39 |                 |
| 25      | 1       | Beant Singh          | Índia          | 1:51.73 |                 |
| 26      | 4       | Joseph Deng          | Austrália      | 1:51.77 | Q               |
| 27      | 4       | Dennis Biederbick    | Alemanha       | 1:52.03 | Q               |
| 28      | 1       | Ramazan Barbaros     | Turquia        | 1:52.42 |                 |
| 29      | 4       | Spencer Thomas       | Grã-Bretanha   | 1:52.54 |                 |
| 30      | 4       | Markus Einan         | Noruega        | 1:53.61 |                 |
| 31      | 1       | Bilal Bilano         | Indonésia      | 1:54.26 | Recorde pessoal |
| 32      | 2       | Gabriele Aquaro      | Itália         | 1:55.92 |                 |
| 33      | 4       | Justice Dreischor    | Aruba          | 1:57.74 |                 |

### Semifinal
Qualificação: Os 2 primeiros de cada bateria (Q) e os 2 tempos mais rápidos (q). 
| Posição | Bateria | Atleta               | Nacionalidade  | Tempo   | Notas           |
| ------- | ------- | -------------------- | -------------- | ------- | --------------- |
| 1       | 3       | Kipyegon Bett        | Quênia         | 1:46.37 | Q               |
| 2       | 1       | Mostafa Smaili       | Marrocos       | 1:46.51 | Q               |
| 3       | 1       | Riadh Chninni        | Tunísia        | 1:47.11 | Q, NJR          |
| 4       | 1       | Robert Heppenstall   | Canadá         | 1:47.13 | q               |
| 5       | 3       | Jesús Tonatiu López  | México         | 1:47.25 | Q               |
| 6       | 1       | Brian Bell           | Estados Unidos | 1:47.49 | q               |
| 7       | 3       | George Kusche        | África do Sul  | 1:47.53 |                 |
| 8       | 3       | Teddese Lemi         | Etiópia        | 1:47.53 | Recorde pessoal |
| 9       | 1       | Andreas Kramer       | Suécia         | 1:47.65 | Recorde pessoal |
| 10      | 1       | Dennis Biederbick    | Alemanha       | 1:47.70 | Recorde pessoal |
| 11      | 1       | James Preston        | Nova Zelândia  | 1:48.06 | NJR             |
| 12      | 2       | Willy Kiplimo Tarbei | Quênia         | 1:48.27 | Q               |
| 13      | 2       | Gorata Gabankitse    | Botswana       | 1:48.31 | Q,              |
| 14      | 2       | Joseph Deng          | Austrália      | 1:48.49 |                 |
| 15      | 2       | Vincent Crisp        | Estados Unidos | 1:48.63 |                 |
| 16      | 2       | Ignacio Fontes       | Espanha        | 1:48.88 |                 |
| 17      | 3       | Lachlan Barber       | Austrália      | 1:48.91 |                 |
| 18      | 2       | Ryan Sánchez         | Porto Rico     | 1:49.43 |                 |
| 19      | 3       | Benediktas Mickus    | Lituânia       | 1:49.44 |                 |
| 20      | 3       | Daniel Rowden        | Grã-Bretanha   | 1:49.58 |                 |
| 21      | 2       | Pascal Kleyer        | Alemanha       | 1:49.84 |                 |
| 22      | 1       | Bacha Morka          | Etiópia        | 1:51.27 |                 |
| 23      | 2       | Michael Petersen     | Canadá         | 1:51.76 |                 |
| 24      | 3       | Ayoub Sniba          | Marrocos       | 1:53.86 |                 |

### Final
A prova final foi realizada no dia 24 de julho às 17:10.  
| Posição           | Atleta               | Nacionalidade  | Tempo   | Notas                |
| ----------------- | -------------------- | -------------- | ------- | -------------------- |
| Medalha de ouro   | Kipyegon Bett        | Quênia         | 1:44.95 | Recorde da temporada |
| Medalha de prata  | Willy Kiplimo Tarbei | Quênia         | 1:45.50 |                      |
| Medalha de bronze | Mostafa Smaili       | Marrocos       | 1:46.02 |                      |
| 4                 | Jesús Tonatiu López  | México         | 1:46.70 |                      |
| 5                 | Robert Heppenstall   | Canadá         | 1:47.33 |                      |
| 6                 | Riadh Chninni        | Tunísia        | 1:47.38 |                      |
| 7                 | Brian Bell           | Estados Unidos | 1:47.68 |                      |
| 8                 | Gorata Gabankitse    | Botswana       | 1:48.40 |                      |

Legenda
| Recorde mundial       | Recorde mundial (World record)               |                       | Recorde africano                      | Recorde africano (African) |                                           | Q | Classificado por posição (Qualified) |
| Recorde do campeonato | Recorde do campeonato (Championship record)  | Recorde da América    | Recorde da América (Americas)         | q                          | Classificado por melhor tempo (Qualified) |   |                                      |
| Melhor marca do ano   | Melhor marca do ano (World leading)          | Recorde asiático      | Recorde asiático (Asian)              | DNS                        | Não largou (Did not start)                |   |                                      |
| Recorde nacional      | Recorde nacional (National record)           | Recorde europeu       | Recorde europeu (European)            | DNF                        | Não terminou (Did not finish)             |   |                                      |
| Recorde pessoal       | Recorde pessoal do atleta (Personal best)    | Recorde da Oceania    | Recorde da Oceania (Oceania)          | DSQ / DQ                   | Desclassificado (Disqualified)            |   |                                      |
| Recorde da temporada  | Recorde da temporada do atleta (Season best) | Recorde sul-americano | Recorde sul-americano (South America) | NM                         | Sem marca (No mark)                       |   |                                      |